# Robert Stephen Adamson

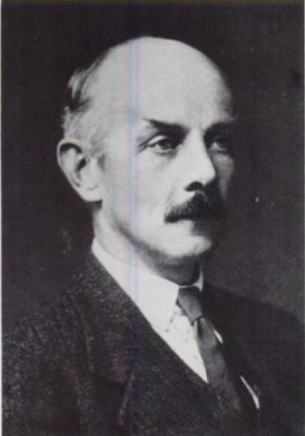
Porträt von Robert Stephen Adamson (1940)

Robert Stephen Adamson (* 2. März 1885 in Manchester, England; † 6. November 1965 in Jedburgh, Schottland) war ein britischer Botaniker. Sein botanisches Autorenkürzel lautet „Adamson“.

## Leben
Adamson studierte nach seinem Abschluss an der Kelvinside Academy in Glasgow von 1902 bis 1907 an der University of Edinburgh, wo er seinen Mastergrad und den D.Sc. erlangte. Von 1907 bis 1912 folgte ein Studium am Emmanuel College in Cambridge, wo er einen weiteren Master erhielt. Von 1907 bis 1923 war er Lecturer an der University of Manchester und von 1923 bis 1950 war er Inhaber des Harry-Bolus-Lehrstuhls für Botanik an der Universität Kapstadt. Nach seiner Pensionierung kehrte er 1955 in das Vereinigte Königreich zurück.
Adamsons Interessen waren zunächst ökologischer Natur und er studierte die Pflanzenökologie im Vereinigten Königreich und an den westlichen Küsten des Mittelmeers und Südaustraliens. Seine Schriften Vegetation of South Africa und Notes on the Vegetation of the Kamiesberg (beide 1938) waren bedeutende Beiträge zur Pflanzengeographie Südafrikas. Anschließend spezialisierte sich Adamson auf Pflanzentaxonomie und veröffentlichte eine Reihe von Revisionen von mehreren Gattungen der Familien der Doldenblütler, der Glockenblumengewächse und der Mittagsblumengewächse.
Adamsons bekanntestes Werk ist The Flora of the Cape Pensinsula (1950), bei dem er einer der Herausgeber und Hauptautoren war.
1956 wurde er zum Fellow der Linnean Society of London gewählt. Zudem war er Mitglied der British Ecological Society und der Royal Society of South Africa, wo er von 1946 bis 1948 Präsident war. Von 1926 bis 1927 war er Präsident der Sektion C der South African Association for the Advancement of Science.

## Schriften
- On the ecology of the Ooldea district, 1922
- The ecology of the eucalyptus forests of the Mount Lofty ranges (Adelaide district), South Australia, 1924
- The Botanical features of the south western Cape Province: essays, 1929
- A revision of the South African species of Juncus, 1935
- The vegetation of South Africa, 1938
- Notes on the vegetation of the Kamiesberg, 1938
- Flora of the Cape Peninsula, 1950